# 阿尔弗雷德·潘尼沃斯
阿尔弗莱德·潘尼沃斯（英語：Alfred Pennyworth）是一名存在于整个DC宇宙的虚构人物。这个角色第一次出现在蝙蝠侠漫画第#16期（1943年的4月份），是由专栏作家鲍勃·凯恩和艺术家杰里·罗宾逊（Jerry Robinson）创建的。

## 簡介
艾尔弗雷德首次登場的時候是一名體態肥胖、裝模作樣的偵探。如今他是蝙蝠侠（布鲁斯·韦恩）的贴身仆从、助理、知己和代父。如按照当前的设定，阿尔弗莱德在布鲁斯的父母死后成为了布鲁斯的监护人。他有时被称为“蝙蝠侠的蝙蝠侠”。阿尔弗莱德还提供了喜剧救济基金会。他讽刺和愤世嫉俗的态度有时会为他与蝙蝠侠的对话增加很多幽默感。阿尔弗莱德是整个蝙蝠侠传奇中的一个至关重要的部分。
这个角色一直流行多年来，收到一个R.A.C.的提名，Squiddy奖最喜欢的支持于1994年和最好的人物角色在2001年。阿尔弗莱德是同样在1994年被提名为向导风扇奖，且被选为最喜欢支持的男性角色。
在非漫画媒介中，此角色被演员艾伦·奈皮尔，迈克尔·高夫（1989—1997年电影《蝙蝠侠》、《蝙蝠侠归来》、《永远的蝙蝠侠》和《蝙蝠侠与罗宾》），（动画片：《蝙蝠侠：动画系列》、《蝙蝠侠新冒险》等，伊安·艾伯克龙比和迈克尔·凯恩（2005-2012年电影：《蝙蝠侠：開戰時刻》、《黑暗骑士》与《黑暗骑士：黎明升起》）、傑瑞米·艾朗（2016年電影《蝙蝠俠對超人：正義曙光》、2017年電影《正義聯盟》、2021電影《查克·史奈德之正義聯盟》）、安迪·瑟克斯（2022年电影《蝙蝠侠》）所饰演。

## 人物
現在人們最常知道的阿爾弗萊德的設定，是在DC大事件無限地球危機後被固定下來的：本來是MI6的情報人員，退役後打算從事演藝工作，但遭到父親的反對，要求他繼承潘尼沃斯家代代相傳的管家職務。阿爾弗萊德則在父親死後離開英國，依照父親的遺願成了韋恩家的管家。
阿爾弗萊德和當時年紀甚小的布魯斯·韋恩相處愉快，並教導了他用思考而非暴力去解決問題，可以說是布魯斯人生上的啟蒙導師。韋恩夫婦遇害後，深受信賴的阿爾弗萊德就成了布魯斯的監護人。
在布魯斯環遊世界學習各種武術、偵探技巧時，是阿爾弗萊德替他維護韋恩莊園的穩定。布魯斯歸來、並決定以蝙蝠俠的身分行俠仗義時，阿爾弗萊德雖然提出過反對，但最後仍是選擇默默支持。
阿爾弗萊德是對任何人事物都抱持高度懷疑的蝙蝠俠布魯斯·韋恩唯一信賴的對象，也只有在他面前時，布魯斯才會表現出自己脆弱的一面。
阿福受到許多超級英雄的尊敬，包括神力女超人，超人以及少年泰坦，可見其在眾人面前的德高望重。

## 能力
阿爾弗萊德外表上只是個普通人，但他有著許多出色的技能。像是高超的廚藝、熟練的駕駛任何載具、隻身一人管理龐大的韋恩莊園。
曾是特勤狙擊手的他有著高超射擊技術，不論是手槍、散彈槍、狙擊槍、突擊步槍都能運用得出神入化風生水起；他也是整個蝙蝠家族裡除了紅頭罩（二代羅賓）以外唯二能使用槍械的成員。除此之外他也有著不錯的近身格鬥技巧。
阿福作為前探員擁有冷靜處事的態度，他能在小至一般犯罪大至世界末日都保持常態，蝙蝠俠的許多關鍵決定也許多是來自阿福的建議。
作為蝙蝠俠最重要的後勤支援補給人，對於任何學問都能通過通訊器材支援蝙蝠俠使其挑選適當的戰略，長期內外支援之下也使他有了出色的外科醫療技術。

## 其他媒體

### 電視劇
- 《蝙蝠俠》：1966年到1968年播放的電視劇，由艾倫·奈皮爾（英语：Alan Napier）飾演。
- 《天堂獵鷹》：由Ian Abercrombie飾演。
- 《萬惡高譚市》：由西恩·帕威飾演[5][6]。
- 《泰坦》：由里德·伯尼配音。
- 《潘尼沃斯》：由傑克·巴農飾演[7][8]。

### 動畫
- 《新蝙蝠俠》：由Alastair Duncan配音。
- 《蝙蝠俠智勇悍將》：由James Garrett配音。
- 《少年正義聯盟》：於「Downtime」該集中登場，由Jeff Bennett配音。

### 真人電影
- 1989至1997年系列：由麥可·高福飾演[9]。
  - 《蝙蝠俠》（1989）
  - 《蝙蝠俠大顯神威》（1992）
  - 《蝙蝠俠3》（1995）
  - 《蝙蝠俠4：急凍人》（1997）

- 黑暗騎士三部曲：由麥可·凱恩飾演[9]。
  - 《蝙蝠俠：開戰時刻》（2005）
  - 《黑暗騎士》（2008）
  - 《黑暗騎士：黎明昇起》（2012）

- DC擴展宇宙：由傑瑞米·艾恩斯飾演。
  - 《蝙蝠俠對超人：正義曙光》[10]（2016）
  - 《正義聯盟》[11]（2017）
  - 《閃電俠》（2023）

- 《小丑》（2019）：由道格拉斯·哈吉（英语：Douglas Hodge）飾演。

- 《蝙蝠俠》（2022）：由安迪·瑟克斯飾演。

### 動畫電影
- 《蝙蝠俠：高譚騎士》：由David McCallum配音。
- 《蝙蝠俠之子》：由David McCallum配音。
- 《蝙蝠俠對羅賓》：由David McCallum配音。
- 《蝙蝠俠：紅頭罩之下》：由Jim Piddock配音。
- 《蝙蝠俠：血濺亞克漢》：由Martin Jarvis配音。
- 《蝙蝠俠：勢不兩立》：由James Garrett配音。
- 《蝙蝠俠：致命玩笑》：由布萊恩·喬治配音。
- 《樂高蝙蝠俠電影》：由雷夫·范恩斯配音[12]。

### 電子遊戲
- 《蝙蝠俠：秘密系譜》：由Enn Reitel配音。
- 樂高蝙蝠俠系列：
  - 《樂高蝙蝠俠》：在PlayStation 3、Xbox 360、任天堂DS和Wii版中為玩家可使用角色。[13]
  - 《樂高蝙蝠俠2：DC超級英雄》：由Steven Blum配音。
  - 《樂高蝙蝠俠3：飛越高譚市》：由Robin Atkin Downes配音。
- 蝙蝠俠：阿卡漢系列：由Martin Jarvis配音。
  - 《蝙蝠俠：阿卡漢瘋人院》：在故事中會替蝙蝠俠搜尋資料、解說情報。
  - 《蝙蝠俠：阿卡漢城市》：在故事中會替蝙蝠俠搜尋資料、解說情報。
  - 《蝙蝠俠：阿卡漢起源》：在故事中會替蝙蝠俠搜尋、解說情報，很擔心蝙蝠俠的安危而不希望他繼續出動，一度被班恩襲擊、重傷且心跳停止，但被蝙蝠俠救活後理解了高譚市需要蝙蝠俠的存在。
  - 《蝙蝠俠：阿卡漢騎士》：神諭（芭芭拉·高登）被阿卡姆騎士抓走後，代替神諭搜尋資料、解說情報。